# Adriano Valerini
dimostri, essendo questa mondana scena di tante e così varie bellezze ornata»
(Adriano Valerini)
Adriano Valerini (Verona, 1545 circa – anni 1590) è stato un attore e letterato italiano della commedia dell'arte, attivo nel nord Italia.

## Biografia
Nato a Verona a metà del XVI secolo, Adriano Valerini era il penultimo dei sette figli di Margherita e Andrea Valerini, tintore della contrada Ponte Pietra. Poco si sa della sua formazione culturale, se non che da giovane apprese il latino e il greco. Subì in seguito il richiamo delle avventurose compagnie teatrali e fu uno dei più importanti interpreti nel ruolo dell'"innamorato" nella Commedia dell'arte, portando come nome "Aurelio".
Nel 1570 stampa a Verona l'Oratione in morte della Divina Signora Vincenza Armani, collega attrice e probabile amante, morta prematuramente. Adriano si sarebbe innamorato dell'Armani (chiamata la Divina) sentendola cantare e recitare a Venezia. L'attrice, ammalatasi a Crema, in punto di morte gli avrebbe poi detto: "Adriano, restati in pace; me ne vado, addio". Ebbe una relazione con Lidia da Bagnacavallo prima di sposare intorno al 1577 Silvia Roncagli detta Franceschina, anch'ella attrice, che gli darà tre figli: Cinzia, Leandro e Mario. Valerini fece poi parte della compagnia dei Gelosi di Francesco Andreini, in cui aveva come grande emulo il padovano Orazio Nobili. A capo di una compagnia di attori, chiamata degli "Uniti", trasferitosi a Milano nel 1583 subì la censura dell'arcivescovo Carlo Borromeo che tuttavia in seguito gli conferì il permesso di continuare le sue rappresentazioni a patto che si adeguasse ai canoni morali.
L'attore veronese compose diversi lavori per il teatro come la tragedia Afrodite (1578), annunciata già nella lettera dedicatoria del 27 febbraio 1577 al conte Mario Bevilacqua nelle Rime diverse. Il dramma, dedicato al pronipote di Ludovico di Canossa Paolo, è stato definito da Benedetto Croce "una delle più orrorose tragedie di orrori composte in quegli anni". Sempre il Croce considerava il Valerini comunque come un «buon letterato, pieno di erudizione, abile verseggiatore». In seguito compose la nota lode alla sua città Le bellezze di Verona (1586) e una serie di raccolte poetiche, tra cui i Cento madrigali (1592). Tra le opere più ambiziose e innovatrici di questo periodo vi è senza dubbio la Celeste galeria di Minerva, dedicata al duca Vincenzo Gonzaga. Adriano Valerini morì presumibilmente tra il 1592 e il 1595.
A Valerini è intitolata una via di Verona, nel quartiere residenziale di Borgo Venezia.

## Opere
- https://www.yumpu.com/it/document/read/8883977/orazione-dadriano-valerini-veronese-in-morte-della-[collegamento interrotto], Verona 1570
- Le stanze d’Adriano Valerini, nelle nozze dell’illustre signor conte Paolo Camillo e la signora Lisca Giusti, Verona 1570 e prima del 1582
- Oratione d’Adriano Valerini veronese, in morte della Divina Signora Vincenza Armani, comica eccellentissima. Et alcune rime dell’istesso, e d’altri autori, in lode della medesima. Con alquante leggiadre e belle compositioni di detta signora Vincenza, Verona 1570
- Rime diverse d’Adriano Valerini veronese. Con origine della illustrissima famiglia de i signori conti Bevilacqui. Al molto illustre signore, il conte Mario Bevilacqua, Verona [1577]
- Le bellezze di Verona, nuovo ragionamento d’Adriano Valerini veronese nel quale con brevità si tratta di tutte le cose notabili della città, Verona 1586
- La Celeste galeria di Minerva con le imagini del serenissimo sig. duca Vincenzo Gonzaga, de cavalieri Mantovani e d’alcuni d’altre città, Verona 1588
- Cento Madrigali di Adriano Valerini dedicati al m. illustre sig. conte Marco Verità con alcune annotationi del sig. Fulvio Vicomani da Camerino in alquanti de i madrigali, Verona 1592
- Vari componimenti dell’autore pubblicati anche in: In rev. admodum D. Marcellum Tolosam congreg. Clericorum regularium theologum, e concionatorem diversorum scriptorum veronesium elogia, Verona 1591
- Rime e versi di varii autori veronesi in laude del rev. D. Marcello di Tolosa, Verona 1591
- Rime di diversi fatte nelle promozione del monsignor Silvano Cocconi, Verona 1592